# Невская, Аида Евгеньевна
Аи́да Евге́ньевна Не́вская (род. 21 февраля 1965, Москва, РСФСР, СССР) — российская актриса и телеведущая. Работала в музыкальном театре Юрия Шерлинга, в Театре эстрады, а также вела передачи на различных телеканалах.

## Биография
Аида Невская родилась 21 февраля 1965 года в Москве.
С 1986 года ещё учась в институте, начала работать в музыкальном театре Юрия Шерлинга и на «подтанцовках» в Театре эстрады. Снималась в художественных фильмах и в рекламных роликах.
В 1992 году окончила актерский факультет ГИТИСа.
В 1992 году прошла конкурс дикторов на открывавшийся телеканал «РТР», вела первый эфир телеканала. В течение следующих четырёх лет была ведущей нескольких передач, таких как «Час фортуны», «Европа Плюс в гостях у Российского телевидения» и других. В 1996 году уволилась по сокращению всего дикторского отдела.
С 1997 по 2001 год работала на «ОРТ», где была ведущей программы «Доброе утро».
В 2002 году была приглашена вести передачу «Утро на НТВ» вместе со Львом Новожёновым. Из-за напряжённого графика работы в утреннем эфире ушла с «НТВ» и с телевидения и переехала в Израиль.
В 2008 году получила предложения от «RTVI» вести информационно-аналитическую программу и от израильского «Девятого канала» вести авторское шоу. Невская решила вести прогноз погоды на «РЕН ТВ».
В 2010 году работала ведущей программы «Новости культуры» на телеканале «Культура».

## Фильмография
- 2001 — Наследницы — телеведущая
- 1991 — Штемп — киллер
- 1991 — Агенты КГБ тоже влюбляются — эпизод
- 1990 — Охота на сутенёра — полька

## Личная жизнь
Воспитывает дочь.